# مجموعه تپه‌های باستانی خدابخشی
مجموعه تپه‌های باستانی خدابخشی مربوط به دوران‌های تاریخی پس از اسلام است و در شهرستان بروجرد، بخش اشترنیان، روستای قائدطاهر واقع شده و این اثر در تاریخ ۲۵ اسفند ۱۳۸۰ با شمارهٔ ثبت ۵۰۵۸ به‌عنوان یکی از آثار ملی ایران به ثبت رسیده است.